# Pedro Letelier Silva
Pedro Segundo Letelier Silva (Talca, 1852 - ibíd, 2 de noviembre de 1926) fue un abogado agricultor y político chileno, miembro del Partido Liberal Democrático (PLD).

## Biografía
Nació en Talca, en el año 1852; fue bautizado el 3 de agosto de 1852. Sus padres fueron Pedro Vidal Letelier Fantóbal y Gabriela Silva Cienfuegos.
Estudió humanidades en el Liceo de Talca y cursó Leyes en la Universidad del Estado, hasta obtener su título profesional el 13 de enero de 1874.
Desde entonces se dedicó al ejercicio de la profesión en la ciudad de Talca, hasta el año 1888, en que abandonó el Derecho para dedicarse a la actividad de agricultor.

## Trayectoria pública y política
En su primera juventud figuró en la sociedad secreta El Porvenir y en la Sociedad Católica de Educación, a las que imprimió progreso y cultura.
Desde 1891 fue regidor municipal por Talca y otras veces por San Clemente, en diversos periodos.
Fue elector de Presidente en distintos periodos. Al fallecer Ricardo Matte, fue presidente de la Comisión Conservadora.
También fue superintendente del Cuerpo de Bomberos de Chile y miembro honorario del mismo; fue también presidente del Banco de Talca.
Era miembro del Partido Liberal Democrático (PLD).
Asumió un escaño en el Senado para el periodo 1901-1906, por Talca, en reemplazo de Germán Riesco, quien prestó juramento al asumir como presidente de la República, el 18 de septiembre de 1901. Se incorporó presuntivamente Pedro Letelier Silva, cuyos poderes no fueron aprobados. En 1906, habiéndose pasado la oportunidad de tratarlos, se les envió al archivo. Fue senador reemplazante en la Comisión Permanente de Gobierno y en la de Constitución, Legislación y Justicia; miembro de la Comisión Permanente de Presupuestos y de la de Elecciones.
Resultó electo como senador por Talca, para el periodo 1912-1915 y reelecto entre 1915-1918. Ejerció como vicepresidente del Senado el 3 de junio de 1912. Fue miembro de la Comisión Permanente de Industria y Obras Públicas, siendo su presidente. Nuevamente fue vicepresidente del Senado el 2 de junio de 1915.
Se incorporó al Senado en reemplazo de Samuel González Julio, quien falleció en octubre de 1919; el 4 de diciembre del mismo año se incorporó en su lugar para cumplir su periodo legislativo (1918-1924). En ese periodo es senador reemplazante en la Comisión Permanente de Gobierno y Elecciones y en la de Policía Interior; miembro de la Comisión Permanente de Gobierno y Elecciones y en la de Policía Interior; senador reemplazante (presidente) en la Comisión Permanente de Hacienda y Empréstitos Municipales; miembro de la Comisión Permanente de Policía Interior.
Falleció en su ciudad natal, el 2 de noviembre de 1926.